# 頭分神社
24°41′11″N 120°56′07″E / 24.686430°N 120.935308°E
頭分神社為台灣日治時期新竹州頭分街的神社，於1940年鎮座啟用。神社現址為臺灣苗栗縣頭份市僑善國小。

## 介紹
頭分神社的設立是基於二戰時局為強化皇民化運動的社會背景，並以皇紀2,600年（1940年）為契機興建。頭分神社位於新竹州竹南郡頭分街，地處頭分市街東側約三公里，竹南平原位於斗煥坪及興隆之間的高地上，當時附近為茂密的森林，神社前方廣場可遙望竹南、頭份、造橋。頭份神社於1940年2月9日舉行鎮座式落成啟用，祭神為明治天皇、北白川宮能久親王，豐受大神，例祭日為11月3日，靈代為御神鏡。神社境地16,500坪，建造費35,000圓，神社設施有神明造本殿（1,500坪）、幣殿（6,000坪）、拜殿（6,000坪）、祭器庫（6,000坪）、手水舍（1,225坪）、燈籠三對、鳥居三座、揭示場、社務所及宿舍（44,330坪）。
二戰後，頭分神社原址上於1964年設立僑善國民學校，及現今僑善國小前身。

## 社掌
- 1940年2月：宮嶋由多加（新竹神社社司兼任）
- 1940年５月至終戰：氏岡久壽[3]